# 邪恶力量
是一部2005年开播的以超自然现象为主要题材的美國电视剧。该剧主要讲述四海为家的两兄弟山姆和迪恩开着老式黑色雪佛兰“羚羊”穿梭在美国各处调查不可思议的事件并与超自然力量战斗的故事。该剧以宗教神话为主线，并以单元剧的形式串联起美国各地的民间传说和都市传说，例如恶鬼、吸血鬼、狼人與其他超自然生物。
该剧在加拿大拍摄，於2005年9月13日在美国WB电视台首播。因2006年9月18日WB电视台与UPN电视台合并为CW电视台，所以该剧后在CW电视台播放。本剧已成为CW台最长寿剧集，至2018年已播出至第13季。2018年4月2日，CW電視台續訂第14季，於2018年10月11日播放。本劇被續訂第15季也是最後一季，共20集。
創作人埃里克·克萊普克將尼爾·蓋曼的作品《睡魔》及《美國眾神》與喬瑟夫·坎伯的《英雄旅程》並列為對《邪恶力量》影響最深的作品。

## 登場人物

### 主要角色
| 角色                                | 演員/配音員             | 介紹 |
| 弟弟山姆·溫徹斯特 (Sam Winchester)  | 杰瑞·帕达里基           | 山姆是温家小儿子，迪恩的弟弟。山姆和迪恩都被父亲培养为对付魔怪的猎手。但母亲被超自然力量所杀时，山姆只有6个月大，所以山姆对魔怪的仇恨不如父亲和哥哥深。山姆就读于名牌大学，见识广，有同情心，向往普通人的幸福生活，一度很反感父亲疯狂的复仇欲望。在第1季开头，即将迎来重要面试的山姆很是不情愿地被哥哥拉上了寻找失踪父亲的旅程。山姆对女性的反应并没有迪恩那样热情，而有时很反感迪恩好近美色的性格。山姆能够冷静分析案情，会谨慎地确定幽灵作恶的原因，而非笼统地赶尽杀绝。山姆有情感细腻的一面，能体谅非故意害人的怪物，但有时会被假象欺骗。假冒身份时经常被识破，不善于随机应变。能背出常用咒语，相反迪恩依然需要借助书籍。遇到未腐烂完全、被解剖、带腐臭味的尸体时会退避三分，并被迪恩笑话。 |
| 弟弟山姆·溫徹斯特 (Sam Winchester)  | 無線電視：黃榮璋→李凱傑 | 山姆是温家小儿子，迪恩的弟弟。山姆和迪恩都被父亲培养为对付魔怪的猎手。但母亲被超自然力量所杀时，山姆只有6个月大，所以山姆对魔怪的仇恨不如父亲和哥哥深。山姆就读于名牌大学，见识广，有同情心，向往普通人的幸福生活，一度很反感父亲疯狂的复仇欲望。在第1季开头，即将迎来重要面试的山姆很是不情愿地被哥哥拉上了寻找失踪父亲的旅程。山姆对女性的反应并没有迪恩那样热情，而有时很反感迪恩好近美色的性格。山姆能够冷静分析案情，会谨慎地确定幽灵作恶的原因，而非笼统地赶尽杀绝。山姆有情感细腻的一面，能体谅非故意害人的怪物，但有时会被假象欺骗。假冒身份时经常被识破，不善于随机应变。能背出常用咒语，相反迪恩依然需要借助书籍。遇到未腐烂完全、被解剖、带腐臭味的尸体时会退避三分，并被迪恩笑话。 |
| 哥哥迪恩·溫徹斯特 (Dean Winchester) | 詹森·阿克斯             | 迪恩为家中长子，山姆的哥哥。故事刚开头为不明职业的游民，要求山姆与其一同寻找父亲。脾氣暴躁，放荡不羁，喜欢开玩笑，相当重视山姆，绝对尊重父亲。喜欢火辣美女、色情杂志和色情影音，经常搭讪、约会和搞一夜情。没有固定女友，常能在街上撞见前女友。迪恩是经典摇滚乐发烧友和电影迷。把父亲留下的爱车雪佛兰“羚羊”当作女友一样爱护。对于恶魔和幽灵比山姆更加厌恶，常会毫不留情地铲除。对恶魔最不信任，调查恶魔时一般不会比山姆深入，也常认为山姆对于恶魔太过温柔。长期不相信存在美好的超自然事物，如天使和圣诞老人。假冒身份时经常被识破，但善于随机应变。而这种性格会被认为太过圆滑所以很多人一开始就不相信迪恩而去相信山姆。虽然答应山姆在找到父亲以后就让山姆回归大学生活，但事实上很希望山姆留在身边，跟自己一同旅行。这在山姆看来或许是迪恩喜欢满世界乱跑，其实是迪恩希望一路有个伴。这种性格源自其父亲的影响，并成了迪恩最大的弱点。迪恩曾因自己贪玩差点使山姆被恶鬼杀死，虽然有父亲及时相救，却让迪恩感到自己的无力，此后完全听从父亲，也要求自己必须要看好山姆。迪恩在母亲在世时就已经懂事了，对母亲的思念也强烈于山姆。 |
| 哥哥迪恩·溫徹斯特 (Dean Winchester) | 無綫電視：陳卓智        | 迪恩为家中长子，山姆的哥哥。故事刚开头为不明职业的游民，要求山姆与其一同寻找父亲。脾氣暴躁，放荡不羁，喜欢开玩笑，相当重视山姆，绝对尊重父亲。喜欢火辣美女、色情杂志和色情影音，经常搭讪、约会和搞一夜情。没有固定女友，常能在街上撞见前女友。迪恩是经典摇滚乐发烧友和电影迷。把父亲留下的爱车雪佛兰“羚羊”当作女友一样爱护。对于恶魔和幽灵比山姆更加厌恶，常会毫不留情地铲除。对恶魔最不信任，调查恶魔时一般不会比山姆深入，也常认为山姆对于恶魔太过温柔。长期不相信存在美好的超自然事物，如天使和圣诞老人。假冒身份时经常被识破，但善于随机应变。而这种性格会被认为太过圆滑所以很多人一开始就不相信迪恩而去相信山姆。虽然答应山姆在找到父亲以后就让山姆回归大学生活，但事实上很希望山姆留在身边，跟自己一同旅行。这在山姆看来或许是迪恩喜欢满世界乱跑，其实是迪恩希望一路有个伴。这种性格源自其父亲的影响，并成了迪恩最大的弱点。迪恩曾因自己贪玩差点使山姆被恶鬼杀死，虽然有父亲及时相救，却让迪恩感到自己的无力，此后完全听从父亲，也要求自己必须要看好山姆。迪恩在母亲在世时就已经懂事了，对母亲的思念也强烈于山姆。 |
| 鮑比·辛格 (Bobby Singer)            | 占姆·比弗               | 獵人。對溫徹斯特兄弟而言相當於父親一樣。 |
| 鮑比·辛格 (Bobby Singer)            | 暫缺資訊                | 獵人。對溫徹斯特兄弟而言相當於父親一樣。 |
| 卡斯提奧/卡斯 (Castiel，簡稱Cas)    | 米沙·克林斯             | 本为低级天使，后逐渐受迪恩影响而不再对天堂唯命是从，附身于虔诚的基督徒 吉米·诺瓦克 (Jimmy Novak)。因面部表情像一个“囧”字，该角色在剧迷中的外号为“囧天使”。从第4季开始登场。 |
| 卡斯提奧/卡斯 (Castiel，簡稱Cas)    | 暫缺資訊                | 本为低级天使，后逐渐受迪恩影响而不再对天堂唯命是从，附身于虔诚的基督徒 吉米·诺瓦克 (Jimmy Novak)。因面部表情像一个“囧”字，该角色在剧迷中的外号为“囧天使”。从第4季开始登场。 |
| 克勞利 (Crowley)                    | 马克·谢泼德             | 十字路口恶魔之王，新任地狱之王，狡诈而自私，处处提防大魔王路西法，对路西法阳奉阴违。该角色在剧迷中的外号为“C叔”。从第5季开始登场。 |
| 克勞利 (Crowley)                    | 暫缺資訊                | 十字路口恶魔之王，新任地狱之王，狡诈而自私，处处提防大魔王路西法，对路西法阳奉阴违。该角色在剧迷中的外号为“C叔”。从第5季开始登场。 |

### 次要角色
| 演員                         | 角色                                         | 简介                                                                                   |
| 杰弗里·迪恩·摩根和马特·科恩  | 約翰·溫徹斯特 (John Winchester)              | 主角兄弟的父亲，在妻子被惡魔殺死之後成為獵人。                                         |
| 萨曼莎·斯密斯和艾米·古美尼克 | 玛丽·温彻斯特/文瑪莉 (Mary Winchester)       | 主角兄弟的母亲，於1983年被黃眼惡魔阿撒茲勒殺死。                                       |
| 妮基·艾考克斯和Rachel Miner  | 梅格·麦斯特/馬梅姬 (Meg Masters)             | 黄眼恶魔的干女儿，恶魔，与篡位的克劳利不共戴天，第1-2季主要反派，后面则亦正亦邪。      |
| 阿隆娜·塔尔                  | J·B·“乔”·哈维尔/夏朱兒 (J. B. "Jo" Harvelle) | 常去联络点“Roadhouse”的金发女猎人。                                                    |
| 凯蒂·卡西迪和吉妮薇芙·克泰西 | 露比/茹碧 (Ruby)                             | 引起山姆好感的恶魔，生前曾是一名女巫。                                                 |
| 弗瑞德里克·林恩              | 黄眼恶魔阿撒泻勒 (Azazel)                    | 人间恶魔之王，地狱王子，路西法的爱将，第1-2季大反派。                                  |
| 马克·佩雷格里诺和米沙·克林斯 | 路西法 (Lucifer)                             | 堕天使中的大魔王，第5季登场的大反派，先后附身于生活失意的尼克 (Nick)、山姆和卡西迪奥。 |
| 露丝·康奈尔                  | 羅威娜 (Rowena)                              | 克劳利生母，博学而自私的女巫，对儿子无情无义。                                         |
| 周逸之                       | 谭凯文 (Kevin Tran)                          | 亚裔先知，高中毕业不久的优等生。                                                       |

## 剧情与背景设定

### 剧情介绍

#### 第1-5季 (2005-2010)
1983年万圣节夜里，退伍特种兵约翰(John Winchester)和大儿子迪恩(Dean)目睹妻子玛莉(Mary)被一股超自然力量所杀。向灵媒打听信息后，约翰发誓要找出凶手，为妻复仇。约翰自此开始努力收集各种超自然现象的资料，广交猎魔朋友，并且教会儿子迪恩和山姆(Sam)对付魔怪的方法。父子3人组成猎魔小组，过上了浪迹天涯的生活。约翰带着迪恩以不正当职业为生，还在读书的山姆则跟着家人四处转学。山姆不理解父亲对仇恨的狂热，在考上史丹佛大学后退出了猎魔行动，和女朋友过着幸福快乐的生活。目睹过母亲被杀的哥哥迪恩则仍然坚定地留在了父亲身边，继续追查。
父亲失踪后，山姆不情愿地答应哥哥，抽出一个周末寻找父亲。本想敷衍了事，不料却早被恶魔盯上，后来女友也被杀死。悲痛的山姆决定放弃前程，陪迪恩继续寻父并开始全职猎魔。找到父亲后，父亲展示了他的调查结果。杀死妻子的凶手是一个力量强大的黄眼恶魔。他不希望让两兄弟卷入此事并为此担心，故不辞而别。两兄弟执意加入后，全家开始寻找能打死恶魔的特殊的寇特枪。拿到寇特枪的3人后来反被黄眼牵制住，哥哥迪恩受了重伤昏迷不醒。約翰召喚黄眼，用寇特枪和自己的命換回迪恩的命。兩兄弟悲痛之余，仍然繼續猎魔工作。山姆后来发现自己能做预知梦，他們也遇到了許多与山姆有类似经历且有超能力的少年。迪恩坦承说父親去世前曾叫迪恩照顾山姆，但又说必要時可以殺了他。后来兩人发现众人的超能力是黃眼赋予的，黃眼迫使他们在能力显现后经历各种考验并自相残杀，而唯一的胜出者将会成为黃眼的棋子。山姆后来被恶魔抓走，猎魔人的联络点“Roadhouse”也被摧毁。迪恩借助大叔鮑比、大妈愛倫及超能力者安迪(Andy)之助，找到了山姆的下落。迪恩找到山姆时，却意外目睹山姆被超能力者傑克(Jake)当场杀死。迪恩不能接受山姆的死，于是求恶魔用自己的命換回山姆的命。黄眼逼迫和教唆傑克进入恶魔不能进入的禁区，让傑克用寇特枪作为钥匙打开了禁区内的地狱之门，释放了众多的地狱鬼魂，并与赶来的主角们对峙。父亲的鬼魂突然从地狱之门中逃出并缠住了黄眼，而迪恩则乘黄眼设法挣脱之机击杀了黄眼。父亲微笑后便消失不见。地狱之门关上后，迪恩向山姆坦白自己只剩下1年的生命。兩兄弟要對付那些从地狱之门逃出的惡魔，还要想办法延缓迪恩的死期。一个名叫“茹碧”的惡魔使用一把恶魔之刃帮了山姆，并谎称能救迪恩，给山姆留下好印象。两兄弟又認識了女神偷貝拉(Bela)。茹碧教鮑比研制了更多的寇特枪子弹。貝拉则最后受恶魔指使偷走了寇特枪。恶魔莉莉斯的势力开始崛起，且視山姆為眼中钉。两兄弟后从貝拉处得知，迪恩的灵魂契约也在莉莉斯手中。迪恩不信任茹碧，后利用惡魔陷阱困住露比，并取得其弑魔匕首。兩人找到了莉莉斯，但只是将其暂时击退，而迪恩则被地獄犬咬死。
迪恩数月后從墳墓爬出，吓坏了鮑比和山姆。迪恩不是诈尸，但不知道复活的原因。山姆曾想找惡魔以命赎命，可惜无果。主角查知是天使卡斯拯救了迪恩。卡斯找到迪恩说莉莉斯正计划逐步解開66個封印，以释放魔王路西法。卡斯还说必须设法阻止山姆继续走向墮落。迪恩也发现了茹碧正教唆山姆吸恶魔之血，以获得更强大的控魔能力。厌恶恶魔的迪恩与山姆先后起了数次纷争。他們後來發現父亲還有一個叫亞當(Adam)的已故私生子。迪恩和鮑比囚禁了山姆，卡斯却受天堂指使，放走了山姆。原本忠于天堂的卡斯因与迪恩等性格叛逆的人類接触太多，加之发现天堂有许多不近人情的命令，渐渐有了崇尚自由的想法，但遭其他天使批评。天使長匝查里亞(Zachariah)軟禁迪恩后说天堂早就下令任由惡魔解開封印，目的就是引發大戰，再按照《圣经》预言，一战全滅惡魔。阻止天启的战斗只是掩人耳目的象征性行动。只要获得足够魔力的山姆殺死莉莉斯，就会打开最後一個封印，释放路西法。而迪恩的任務就是参与之后消滅路西法的大战。死期不远的莉莉斯有反悔的打算，愿与山姆私了，但未能成功。卡斯被迪恩说动，带着迪恩去阻止山姆殺死莉莉斯，但為時已晚。莉莉斯死后，路西法显灵，两兄弟怒而杀死茹碧。两兄弟得知自己分別是天使米迦勒與路西法的容器。天使们相信历史不可被更改。但天使与魔鬼进入容器时必须经过容器本人许可。迪恩拒絕米迦勒入體，希望靠自己的力量铲除魔王，并且也不相信山姆会答应路西法。卡斯受迪恩鼓动，也越发叛逆，并传授了很多對抗天使的方法。新十字路口恶魔首领克勞利(Crowley)看出路西法只是在利用恶魔，也在秘密帮助两兄弟。迪恩发现寇特枪打不死路西法。為阻止魔鬼附體山姆，天使安娜(Anna)回到過去，企圖消滅两兄弟的父母。米迦勒附身父亲滅了安娜，並告訴迪恩命运一切是命中注定，因为迪恩一家的遠祖是該隱。天使約書亞说上帝不想插手世界末日。两兄弟从大天使加百列的资料中得知“天啟四騎士”的戒指能封印路西法。鮑比用靈魂与克勞利交易，换得了“死亡”骑士的位置。“死亡”答应給迪恩戒指，但要他保證山姆要被路西法附身并跳进封印魔王的結界。迪恩打算向米迦勒屈服时，已故的弟弟亞當被復活并让米迦勒附體。两兄弟最后历经波折封印了路西法，但山姆和米迦勒也都掉进牢笼，无法脱身。迪恩告别了猎魔生活，卡斯则返回群龙无首的天堂。

#### 第6-10季 (2010-2015)
迪恩与神秘复活的山姆和外祖父继续猎怪。鮑比讨回了灵魂。信仰自由意志的卡斯则在领导与强大的保守派大天使拉斐尔的内战。卡斯四处求援，并与新任地狱之王克劳利秘密合作，计划掠夺“炼狱”的众多魔怪灵魂作为力量来源。迪恩意外发现并且鄙视卡斯和外祖父竟都为克劳利出力。卡斯寻求上帝启示无果，内心很矛盾。怪物们召唤怪物之母夏娃重返人间，并创造了许多新奇怪物对抗克劳利的捕杀，但被主角们击败。得知如何打开炼狱之门后，多疑的卡斯出卖了山姆和克勞利，迫使克勞利转而与拉斐尔合作。卡斯抢先吸走大量炼狱灵魂，利用所得法力秒杀拉斐尔并吓走克勞利。主角召唤“死亡”骑士欲消灭疯狂的卡斯，却得知更棘手的炼狱魔族利维坦也被吸收了。利维坦们冲破卡斯的驱壳后，计划用科技征服世界。两兄弟遭到利维坦追杀，鮑比不幸丧命，克勞利也遭利维坦羞辱。两兄弟和力量大减的卡斯重归于好，又根据“神之语”石板上破译的灭敌方法，联合恶魔们消灭了利维坦头目，但迪恩和卡斯意外被吸入炼狱。
迪恩借一位妖怪之助重返人間，但没能带出卡斯。先知透露克勞利曾挾持他去翻譯惡魔石板，裡面记载有可永封地獄之門的3项試煉。山姆随后开始接受試煉，但逐渐变得虛弱。地狱骑士阿巴顿穿越到现代，与篡位的克劳利为敌。卡斯被天使救出后又受指使去寻找天使石板，卡斯摆脱控制后又被另一天使梅塔特隆利用。克勞利四处捣乱，但被两兄弟抓住。卡斯得知完成地域試煉者會死后，让迪恩阻止了山姆。梅塔特隆则成功将其他天使都贬落下凡。迪恩寻求帮助拯救山姆，却招来許多天使报复。世界陷入混戰，地獄之王被困，天使流落凡間，阿巴顿为害四方。该隐说用其“血印”配合“第一刃”才能杀阿巴顿，但血印会魔化心智，无法移除且求死不能。迪恩获血印传承后杀了阿巴顿，却被梅塔特隆刺死。恢复部分人性的克劳利想拉拢成魔的迪恩，但未果。山姆不择手段欲救迪恩，恶魔迪恩并不领情。卡斯获克劳利相助后，又助山姆将迪恩变回人类。女巫罗威娜和两兄弟的欺骗令克劳利伤透了心。迪恩召唤唯一能杀自己的“死亡”，却被警告移除血印会释放出冥古邪神“黑暗”。争吵中，迪恩用死神镰刀杀死“死亡”。罗威娜助迪恩移除血印后，“黑暗”神降临。

#### 第11-13季 (2015-2018)
兄弟倆合力對抗該隱之印解放出來的“黑暗”神阿玛拉。克劳利拉拢阿玛拉，但发现力量快速成长的阿玛拉不易控制。阿玛拉四处为虐，希望把上帝逼出来，以报在创世时被封印之仇。卡斯不得已释放了邪恶而强大的路西法以共同对抗黑暗。克劳利遭到路西法打击报复，狼狈出逃。阿玛拉对误打误撞释放自己的迪恩充满感激，一路吊打包括路西法在内的众多天使和恶魔，最终逼出并成功偷袭了上帝。阿玛拉最后心软饶恕了上帝，和上帝和好，然后一起离开了地球。在第12季选择继续为害人间的路西法则在季末被困在另一个平行世界。

### 故事背景设定
故事属于浅度奇幻类，设定于多神存在的现代世界。只有亚伯拉罕诸教的神被视为正统，拥有最强的力量。有不少异教神都以隐姓埋名的方式行走于人间，甚至成为吃人的魔怪。异教神也会与人类相爱。怪物与巫师有善有恶，恶魔没有绝对的善类，天使则多为作风刻板甚至是不择手段的天堂秩序守护者。以基督教末世論为背景展开的故事是前5季的主线。除由上帝所创造的宇宙（包含天堂和地狱等与之联系密切的超自然区域）外，故事中还出现了超自然力量不起作用的平行宇宙和其它由未知力量创造的奇特世界。不同魔物的弱点不同，盐粉子弹、盐圈结界、圣水、挖坟焚尸、断头、咒语/图案符咒、银器和神器是对付魔物最常用的常见手段或工具。此外护身符和巫术袋在剧中也具有特殊法力，但巫术袋只有巫师使用。
故事中的猎魔人经常冒充警方人员、律师、医生或小报（如恶搞新闻而知名的《世界新闻周刊》）记者探案，替人消灭魔怪不收取任何费用。主角一家没有正当职业，常以赌博和信用卡诈骗作为经济来源。自弟弟山姆离开斯坦福大学后，一家人成为彻底的无业游民。全家人被长期列入警方的变态连环杀手通缉名单。两位主角的名字“Sam”和“Dean”源于杰克·凯鲁亚克所著《在路上》的主角名“Sam”和“Dean”。

## 主题与特色

### 线索与主题
贯穿全剧的线索有2条，其一是叙述降魔助人和复仇的传奇故事，为明线；其二渲染兄弟间的亲情冲突，为暗线。製作人埃里克·克莱普克强调说“这一直是一部家庭剧。”在第3季大结局《邪恶无休》中，编剧借助剧中人物鲍比之口说出了“Family don't end with blood”（“家人”并非只限于有血缘关系的人）。另一方面，温家三人虽然救人无数，但在对待亲情的羁绊上却表现出自私的一面。父亲和哥哥能冷静地看待自然法则，认为让死去的人重返人间一般绝非好事（what's dead should stay dead）；但一旦轮到自己的至亲死去，就无法接受现实，甚至愿意用自己的生命或是无辜者的生命换回亲人的生命。愿意不惜任何手段拯救亲人是温家三人最大的弱点和缺点，也是编剧喜欢拿来做文章的地方。在后几季中，为引出更多更大的剧情，兄弟轮流拯救彼此的剧情出现得更加频繁。克莱普克认为本剧就是要让主角不得不屡次经历兄弟被迫相残或面对兄弟的死去，陷入亲情与使命的抉择与挣扎。
本剧深入到了宿命论与自由意志的讨论。反抗宿命会遇到来自剧中各方势力的极大阻力，但并非完全不可能。除依靠各派相互算计与斗法推动主线剧情外，本剧也涉及了有关正确价值观与社会变革的问题。剧中的天使不是正义使者的代名词，更多的是迂腐与不通情理的代表。拯救世界的正确出路需要靠主角自己摸索，而主角在大胆反抗命运的过程中常会犯下大错，付出意料之外的代价。成为地狱头目的克劳利后来也开始在地狱进行改革，加强贸易建设，缓和恶魔与天堂及人类的对抗状态。
本剧原主要以一集一个故事的单元剧形式展开。主演詹森·阿克斯在2007年的一场爱好者见面会上表示，与其它多数超自然题材电视剧相比，坚持以恐怖风格为基调是本剧能脫穎而出的一个关键因素。自第4季起，主线戏份大幅增重，猎杀小怪的故事数量下降不少。少数故事精彩地运用了非线性叙述手法，如第2季第16集《Roadkill》、第2季第19集《Folsom Prison Blues》、第3季第11集《Mystery Spot》和第7季第12集《Time After Time》。

### 社会变迁的反映
部分故事将人们对现代技术发展的忧虑作为素材。如第7季登场的反派怪物利维坦羡慕并学习由人类创造的科技文明，企图利用现代科技（包括其技术产物，如基因改造食品）、经济和通讯手段悄然无息地征服人类，并成为地球的主宰物种。又如第3季第14集《Long-Distance Call》中的怪物Crocotta冒充死者的灵魂给思念死者的人们打电话，设法约他们出来并吃掉他们。又如第10季第13集《Halt & Catch Fire》中出现了利用Wi-Fi传播的鬼魂。
虽然本剧是一部超自然题材剧，但人类世界的技术革命也深深影响了剧中的魔物。恶魔对科技的兴趣不强，但其技术团队也没有太落后于人类。在第2季第9集《Croatoan》中，黄眼恶魔阿撒泻勒的手下正在进行超自然病毒的开发。这种病毒后来在第5季的未来世界中被成功用来对付人类。地狱之王克劳利曾把一把天使之刃粉碎，在保留超自然杀伤力的基础上做成了使用更方便的手枪子弹。在外祖父萨缪尔猎魔的时代，猎人获取资讯的主要手段还是书刊和电话，到主角生活的时代，网络则成为一个重要而方便的资讯获取平台。主角还熟悉一些黑客技巧，善于熟悉破解公共部门的信息库获取资讯、监控录像，或是破解银行系统以非法获取可透支的信用卡作为经济来源。在前几季中，召唤恶魔的主要方式是进行复杂的仪式；恶魔茹碧和恶魔克劳利都曾表示过用手机联络比通过古老的召唤仪式更方便（分别见于第3季最后一集和第10季最后一集）。在第10季最后几集中，女巫罗威娜也是借助黑客查理的帮助才得以破译被古代人加密过的《诅咒之书》。

## 製作資訊
该剧由華納兄弟電視製作公司和仙境影視公司共同製作，執行製作人McG和Peter Johnson，編劇/執行製作人埃里克·克莱普克和導演/執行製作人戴維·納特共同推出。戲劇大部分都在加拿大的溫哥華取景，只有少部分是在美國加州。
就像同年代开播的《迷失》等其他電視劇一样，本剧並沒有片頭也沒有主題曲，只有顯示戲劇名稱，並且通常會有一些前一集的劇情概要。每一季中标题“Supernatural”的出现特效都不一样。從第1季第11集《Scarecrow》開始，每一集的名稱會在演員表之前出現。 
影迷們所鍾愛的趨勢持續延伸至第1季的結尾還有第2季的前三集。

### 选角

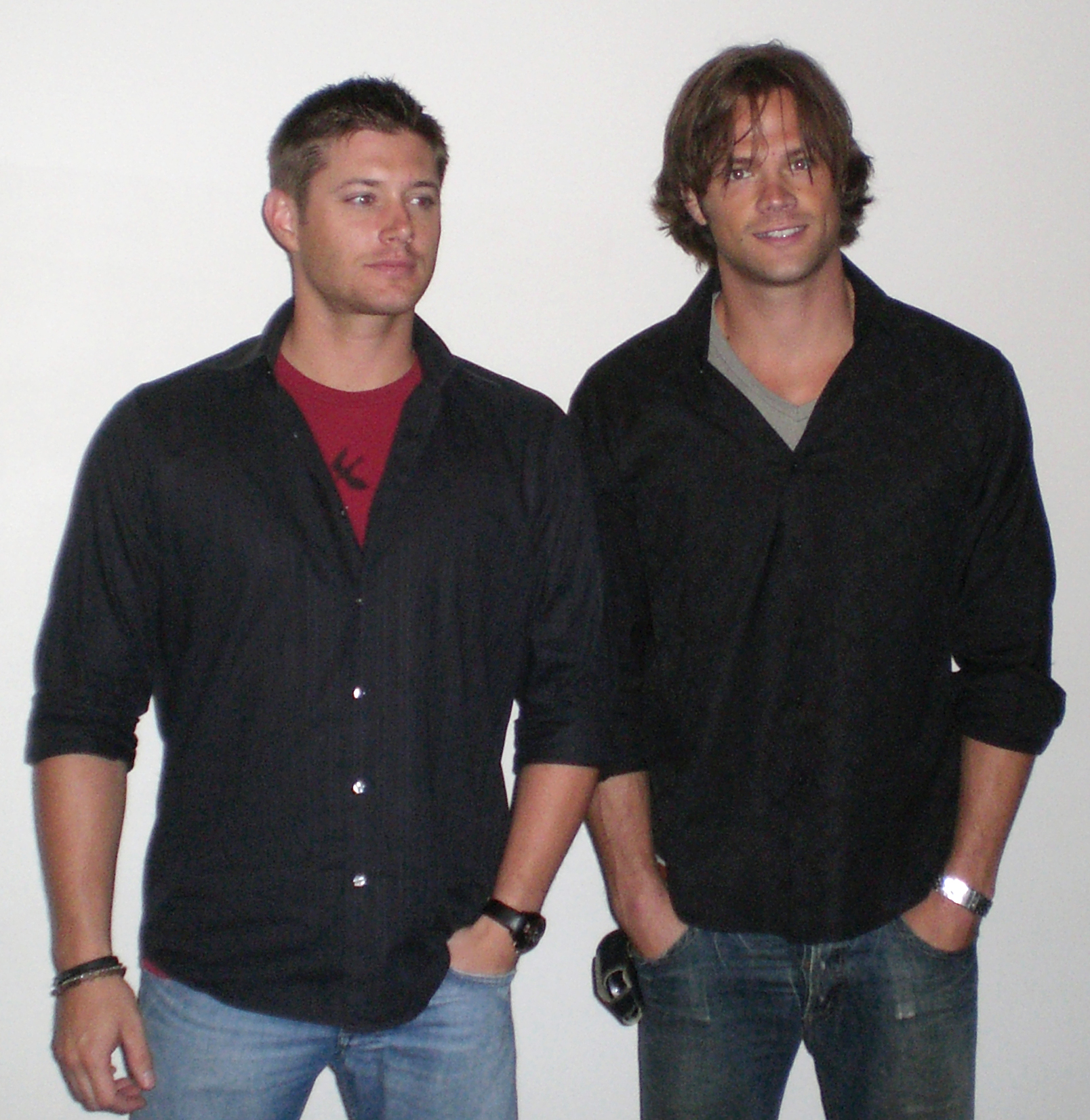
主演詹森·艾克爾斯（左，饰演哥哥迪恩）和傑瑞·帕達里基（右，饰演弟弟山姆）。

剧集主要讲述由傑瑞·帕達里基和詹森·艾克爾斯饰演的温彻斯特兄弟四处降妖除魔的故事。帕達里基原本就喜爱《X档案》和《陰陽魔界》一类的恐怖剧集，也因此乐意出演风格相似的本剧。他也为能够饰演1个像《骇客帝国》的尼欧和《星球大战》的卢克·天行者那样的本不情愿的英雄而感到激动不已。帕達里基此前也与执行制作人McG及大卫·纳特(戴維·納特)有过合作。McG还说服帕達里基，让帕達里基亲自为他自己饰演的角色山姆配音。纳特原本是打算找艾克爾斯为山姆这个角色配音。但是在艾克爾斯试读完剧本后，纳特觉得他更适合迪恩这个角色。与此同时，艾克爾斯也在参演同为华纳公司出品剧集的《超人前传》。迪恩一角敲定后，艾克爾斯在《超人前传》中的戏份被剪短了。
当我一读剧本，迪恩好像就跳到我的面前。角色本身还带有几分喜剧感和几分莽撞，这吸引到了我。所以当我要读迪恩的台词时，他们好像是突然发现“这就是我们要找的”，所以这很棒。我找到了1个我真心喜欢的角色。
(When I read the script, Dean just jumped out at me. With that character there was always a bit more comedy, and a bit more recklessness, and it just appealed to me more. So when I asked to read for that, they were like, "That's what we're looking for." So it was great. I found a character that I really enjoy playing.)——詹森·艾克爾斯谈及迪恩·温彻斯特有什么地方吸引了他

### 配乐
除原创配乐外，本剧中加入了大量70年代的经典摇滚乐，其中大部分歌曲都是制作人克萊普克的私人珍爱。其中一个他喜爱的乐队“齐柏林飞船”的歌曲的版权费可谓价格不菲。一开始制作公司不同意这种做法，但克萊普克也不示弱，以退出团队为条件相威胁。连一些集名都有对“齐柏林飞船”的歌曲名致敬。其他有作品多次登场的乐队包括Blue Öyster Cult、Bad Company、史蒂维·雷·沃恩、Rush、波士顿乐队、凯旋乐队和AC/DC等。为防止支付歌曲版权费的开支过高，作曲师克里斯托弗·楞内茨和杰·格鲁斯卡经常会为本剧创作短的摇滚风格配乐。通常當一集的劇情對於整個系列的主線故事有著非常重要的關係時，就會剪接一些过往的故事片段搭配不同的經典搖滾樂放在该集开头。這種作法從第1季第21集《Salvation》開始，搭配上堪萨斯乐队的摇滚乐名曲《Carry On Wayward Son》將整季的故事作了一個重點回顧。之后在各季季末的开头都会加入这首《Carry On Wayward Son》点亮全剧主题。

## 重要元素设定与幕后故事

### 迪恩的爱车
1967年產的雪佛蘭“羚羊”是父親傳給迪恩的愛車，也是本劇重要的象徵物。車牌屬於堪薩斯州塞吉維克郡，號碼為“KAZ 2Y5”，暗示温彻斯特的家鄉堪薩斯以及本劇開播的年份——2005年。從第2季第20集開始，兩兄弟為了逃避FBI的追踪，給愛車套上了一個新的俄亥俄州車牌“CNK 80Q3”。車尾箱裡面收藏著各式各樣的對付超自然力量的武器，包括軍刀、匕首、箭、矛、銀刺、帶刻纹的飛鏢、手槍（有沙漠之鷹、Colt 1911、Beretta 92FS、Colt M1911和M645）、榴彈發射器、信號槍、泰瑟電擊槍、雙管霰彈槍、带手槍式握把的壓動式槍機步槍（一般用來爆門）和G3A3ZF型狙擊槍。
這輛車是迪恩最珍貴的財產，迪恩幾乎像保護家人一樣強烈地保護它。在第1集裡，约翰·温彻斯特就是抱著兩個兒子坐在車頭並看著他的房子被燒毀的情景。這輛車在第1季最後1集的結尾則幾乎被全毀，迪恩費盡心思修好了它。在《Bloodlust》這集的一個延長的連續鏡頭里，伴隨著AC/DC的歌《Back in Black》，這輛被重新修復的汽車相當醒目地再次登場。在第10季第22集中，2个恶警故意打碎了“羚羊”的车灯，令迪恩十分心疼。迪恩后来在狠揍恶警时，以“为车复仇”为由多揍了一拳。

### 传奇人物
本剧中出现过一些真实存在的传奇人物，如知名探员艾略特·内斯、枪械发明家塞缪尔·柯尔特、恐怖与奇幻小说作家H·P·洛夫克拉夫特和连环杀手H·H·贺姆斯。其中H·P·洛夫克拉夫特更被塑造成为了解打开炼狱之门的咒语的人。

### 真实传说
本剧将来自不同文化的许多真实流传过的传说纳入了同一世界框架。本段列举其中一些具有代表性的传说或传闻。较普通的传说（如狼人和易形怪物的传说，或是剧组自己原创的鬼故事）就不在此列出了。
- 《消失的搭车课/搭便车的人》至少有2次成为该剧故事素材（第1季第1集和第2季第16集）。
- 以诺魔法源于16世纪，在本剧中常被用于对抗天使。以诺语（英语：Enochian）在剧中是天堂的通用语言，是天使的交流语言之一。剧中在天堂生活的灵魂（如Ash）和高级恶魔（如克劳利）也会一定程度的以诺语。以诺语在神秘学中属于神语之一，比人类语言更早出现。
- 第1季第1集中的白衣女鬼故事除取材自《消失的搭车课》外，还融合了另一个流行于拉丁美洲的著名女鬼传说《哭泣女》。
- 第1季第5集《Bloody Mary》取材自民间传说《血腥玛丽》。
- 第2季第8集《Crossroad Blues》中被地狱犬咬死的Robert Johnson源于美國藍調吉他手羅伯·強生。
- 第2季第9集《Croatoan》中，故事所发生的小镇（位于罗阿诺克岛南部，现称作哈特拉兹岛（英语：Hatteras Island）的地带）及其居民曾集体失踪的传说是真实存在的。诸多影视作品都曾以这个传说作为题材。虽然历史已不易考证，但真相可能并不如传说那样神秘。殖民领袖乔恩·怀特（英语：John White (colonist and artist)）曾为前往欧洲获取物资，离开该地。怀特走之前告诉殖民地居民，在自己走后，如果有特殊原因要集体迁移的话，请刻字留言，写下将要前往的新定居点的位置。因欧洲战乱问题，怀特3年后才回来，回来时发现小镇居民已集体不见，只有一棵树上留有“Croatoan”这一行刻字。[16][17]怀特本有去南岛找居民汇合的打算。但因为当时天气恶劣，怀特后取消了去找人的计划，并带队返回欧洲，此后再没回来过。此后原殖民地居民们的去向再无有信服力的资料可考，他们当时到底是否去了“Croatoan”（即现在的哈特拉兹岛（英语：Hatteras Island））以及之后的去向就成为了一个谜团。从此罗阿诺克岛有了“失落的殖民地”（The Lost Colony）之称，连同“Croatoan”一词一起成为一个传说。
- 第3季第2集《The Kids Are Alright》出现怪娃换子的民间传说。
- 第3季第3集《Bad Day at Black Rock》出现被诅咒的幸运兔脚（cursed rabbit's foot）。
- 第3季第11集《Mystery Spot》的故事发生地加州圣塔克鲁兹市神秘点是一个真实的旅游景点，以新奇的重力斜坡（英语：Gravity hill）而闻名。
- 第4季第11集《Family Remains》隐射Josef Fritzl囚禁家人案。
- 第5季大结局《Swan Song》（该集名称是一个英语习语）中的大决战就发生在一个流传着众多都市传说的地点“Stull Cemetery”。另外，故事主角的出生地也设定在离“Stull Cemetery”不远的地方。不过《圣经》将发生最终大战的地名称作“哈米吉多顿”。
- 第7季第7集《The Mentalists》中的福克斯姐妹（英语：Fox sisters）是真实存在的19世纪人物。福克斯姐妹在历史上曾承认自己的“通灵经历”是在装神弄鬼，但事后又收回了自己的说法。本集故事的发生地点百合谷（英语：Lily Dale）也是一个真实的灵媒文化聚集地。
- 第8季第13集《Everybody Hates Hitler》中出现的纳粹图勒协会（英语：Thule Society）（德音译名）/苏黎协会（英音译名）是一个据传真实存在过的神秘学研究组织。

### 伪造传说（英语：Fakelore）或存疑传闻
- 第1季第10集《Asylum》中的罗斯福精神病院暴乱（Roosevelt Asylum Riot）及闹鬼传闻。
- 第3季第13集《Ghostfacers》中将莫尔顿大屋（Morton House）设定为全美国最生猛的鬼屋。但实际上并无此事。与之类似，凡尼斯大屋（Van Ness House）也在第7季第19集《Of Grave Importance》中被设定为美国知名猛鬼屋，但也是虚构的。
- 第4季第22集《Lucifer Rising》中的1972年多米尼克（Dominic Lehne）神父屠杀修女事件。此事为虚构。

### 趣闻
- 剧中天使的英文名大多以“-el”结尾，这也是《圣经》中的一个普遍现象。[註 5]
- 第1季第17集《Hell House》和第3季第13集《Ghostfacers》是对捉鬼类真人秀节目的讽刺。制作方曾推出过网络短剧《Ghostfacers》。
- 吉妮薇芙·克泰西（英语：Genevieve Cortese）与主演杰瑞·帕达里基在第4季开拍时第一次见面并因戏结缘。2人后于2010年2月27日结婚。在随后播出的第6季第15集《The French Mistake》中，剧中的迪恩在平行宇宙中见到了克泰西与主演帕达里基的夫妻合照，并对山姆在平行宇宙中娶了露比的饰演者而大为惊讶。山姆也无意中在网上发现了艾克尔斯曾出演肥皂剧《我们的日子》的黑历史。平行宇宙中的制片人克莱普克和羅伯特·辛格（英语：Robert Singer）也在剧情中被天使用枪杀死。
- 本剧主演帕达里基曾与芭黎絲·希爾頓一同参演《恐怖蜡像馆》。本剧中恰好有一集（第5季第5集《Fallen Idols》）是以该片作为故事素材，而且请到了希爾頓出演希爾頓本人。
- 第5季第14集名为《My Bloody Valentine》，与本剧主演詹森·艾克尔斯主演的另一部作品（英语：My Bloody Valentine 3D）同名。
- 本剧曾受超自然题材电视剧《X档案》影响。外祖父萨缪尔的饰演者米彻·佩勒吉也在《X档案》中饰演过重要角色沃尔特·斯金内（英语：Walter Skinner）。佩勒吉也参演了2016年播出的《X档案》第10季。

## 播映、发售与网络传播情况

### 各季播出时间表
| 季數     | 集數 # | 首播日期       | 結束日期       |
| -------- | ------ | -------------- | -------------- |
| 第一季   | 22     | 2005年9月13日  | 2006年5月4日   |
| 第二季   | 22     | 2006年9月28日  | 2007年5月17日  |
| 第三季   | 16     | 2007年10月4日  | 2008年5月15日  |
| 第四季   | 22     | 2008年9月18日  | 2009年5月14日  |
| 第五季   | 22     | 2009年9月10日  | 2010年5月20日  |
| 第六季   | 22     | 2010年9月24日  | 2011年5月20日  |
| 第七季   | 23     | 2011年9月23日  | 2012年5月18日  |
| 第八季   | 23     | 2012年10月3日  | 2013年5月15日  |
| 第九季   | 23     | 2013年10月8日  | 2014年5月16日  |
| 第十季   | 23     | 2014年10月7日  | 2015年5月20日  |
| 第十一季 | 23     | 2015年10月7日  | 2016年5月25日  |
| 第十二季 | 23     | 2016年10月13日 | 2017年5月18日  |
| 第十三季 | 23     | 2017年10月12日 | 2018年5月17日  |
| 第十四季 | 20     | 2018年10月11日 | 2019年4月25日  |
| 第十五季 | 20     | 2019年10月10日 | 2020年11月19日 |

### 美国以外的播映情况
| 播出頻道                                                                 | 播出地區      |
| Telefé                                                                   | 阿根廷        |
| AXN                                                                      | 亞洲          |
| TVNZ                                                                     | NEW ZEALAND   |
| ORF 1                                                                    | 奧地利        |
| Network Ten                                                              | 澳洲          |
| WB, SBT                                                                  | 巴西          |
| Citytv Space: The Imagination Station Access — 安大略省 Ztélé — 魁北克省 | 加拿大        |
| 3+                                                                       | 丹麥          |
| SubTV                                                                    | 芬蘭          |
| AXN                                                                      | 台灣          |
| 優酷網                                                                   | 中國          |
| 無綫電視明珠台 / J2台                                                    | 香港          |
| RTL Klub                                                                 | 匈牙利        |
| TV3                                                                      | 愛爾蘭        |
| yesSTARS                                                                 | 以色列        |
| Warner Channel                                                           | 拉丁美洲      |
| TV3                                                                      | 馬來西亞      |
| Veronica                                                                 | 荷蘭          |
| TV Norge                                                                 | 挪威          |
| RPC Channel 4                                                            | 巴拿馬        |
| TVN                                                                      | 波蘭          |
| Studio 23                                                                | 菲律賓        |
| RTP2 AXN                                                                 | 葡萄牙        |
| Channel 5                                                                | 新加坡        |
| AXN                                                                      | 西班牙        |
| SVT                                                                      | 瑞典          |
| ITV2                                                                     | 英國 （ITV1） |

## 周边

### 關聯網站和電話
- 在《Hell House》一集中出現的靈異事件網站是由製作人架設、真實存在的網站。
- 有一段時間，迪恩的手機號碼是真的存在的，而且有由主演詹森·艾克尔斯親自留言的語音信息：“我是迪恩·温彻斯特，如果你有緊急事件請留言。(If you are calling about 11-2-83, page me with your coordinates.)”
- 《邪恶力量》第2季從2006年12月5號後可以在iTunes上觀賞。每一集都可以在電視播出後一天被下載。這是第一個CW節目可在iTunes上被觀賞的。CW電視也開始在他們的網站提供最近的四個帶狀節目。
- Network Ten (澳洲)取得了華納兄弟獨家授權，開始從他們的網站提供完整的集數下載。在2006年1月，《邪恶力量》成為第一個在澳洲提供免費下載的美國電視劇。電視播出後劇集便馬上上傳到網上，然後在下載後的一個月左右就可以觀看。
- 第2季第15集《Tall Tales》是以《Weekly World News》的剪報為核心。印出版本（日期是2007年2月19號）和線上版本的Weekly World News，同時獨家取得和山姆還有迪恩的幕後搶先劇情透露。由Paul Kupperberg寫的文章中指出：迪恩承認他從四年級就開始訂購Weekly World News。同樣的，在《Tall Tales》一集中，山姆提到導致他的電腦當機的這個網站www.bustyasianbeauties.com 其實是會連回去Warner Brothers的官方網站的。
- 2006年11月，《邪恶力量》第二季在Xbox Live Marketplace上也可以以150微軟點數（大約美金2元）下載。
- 第1季官方手冊以實品上市。

### 其他周邊
漫畫書－前篇，《邪恶力量：Origins》，述說约翰、山姆和迪恩的早期生活並述說他們如何成為獵人。由Wildstorm出版（一家DC Comics網下的公司），2007年5月上市。 

#### OVA動畫
2011年，MADHOUSE製作公司推出了以本作為藍本，以及沿用本作人物的OVA動畫：SUPERNATURAL: THE ANIMATION <ファースト・シーズン>。

#### 原文(英文)小說列表[註 6]
| 本數 | 作者                              | 標題                              | 發行年份   | 備註                                   |
| ---- | --------------------------------- | --------------------------------- | ---------- | -------------------------------------- |
| 1    | DeCandido, Keith R. A.            | Supernatural: Nevermore           | 2007/08/01 | 發生在S02E08與S02E09之間的故事。       |
| 2    | Mariotte, Jeff                    | Supernatural: Witch's Canyon      | 2007/11/01 | 是第2本書，只能猜測是發生在S02的故事。 |
| 3    | DeCandido, Keith R. A.            | Supernatural: Bone Key            | 2008/09/01 | 發生在S03E08之後的故事。               |
| 4    | DeCandido, Keith R. A.            | Supernatural: Heart of the dragon | 2010/02/16 | 可能是在S05E08之後的故事。             |
| 5    | Schreiber, Joe                    | Supernatural: The Unholy Cause    | 2010/05/04 | 可能是在S05E08和S05E14之間的故事。     |
| 6    | Dessertine, Rebecca/ Reed, David  | Supernatural: War of the Sons     | 2010/08/31 | 發生在S05E14之後不久的故事。           |
| 7    | Dessertine, Rebecca/ Kripke, Eric | Supernatural: One Year Gone       | 2011/05/24 | 發生在S05和S06之間的故事。             |
| 8    | Faust, Christa                    | Supernatural: Coyote's Kiss       | 2011/07/12 | 發生在S06E10和S06E11之間的故事。       |
| 9    | Passarella, 約翰                  | Supernatural: Night Terror        | 2011/09/13 | 發生在S06E18和S06E19之間的故事。       |
| 10   | Henderson, Alice                  | Supernatural: Fresh Meat          | 2013/02/19 | 發生在S07E05和S07E06之間的故事。       |
| 11   | Passarella, 約翰                  | Supernatural: Rite of Passage     | 2012/08/14 | 發生在S07E08和S07E09之間的故事。       |
| 12   | Waggoner, Tim/ Kripke, Eric       | Supernatural: Carved in Flesh     | 2013/04/16 | 發生在S07E12和S07E13之間的故事。       |

#### 角色扮演遊戲
- Margaret Weis Productions曾出版出版一個紙筆角色扮演遊戲。

## 评论与反响
作为成功的低成本鬼怪题材作品，本剧吸引了一批忠实的邪典爱好群体。2006年10月（第2季开播不久），喜爱本剧的观众们在美国纳什维尔自行举办了第一次爱好者见面会。2007年5月，观众在英国伦敦也举办了见面会。这也是詹森·阿克斯第一次出席见面会。之后，爱好者自发举办的见面会在美国遍地开花。2008年由官方举办的一次见面会甚至吸引到了来自中国、英国、法国、德国及澳大利亚等诸多地区的广大爱好者的参加，连制作人克萊普克都大感意外。在本剧第5季播出期间，大量爱好者为使此剧登上热门话题排行榜，在Twitter上狂刷话题标签“#LuciferIsComing”（路西法来了），引起大量围观并惊动Twitter管理员。不少对此剧不感兴趣，甚至搞不清楚状况的用户发送了话题标签“#GodIsHere”（上帝在此）予以回应。因接到来自其他用户的抱怨过多，相关话题标签最后被管理员屏蔽。
该剧的衍生动画和衍生剧都不成功。